# Ujed za dušu
Ujed za dušu osmi je studijski album srpskog rock/hard rock sastava Riblja čorba. Objavljen je 1987. u izdanju diskografske kuće PGP RTB.

## Popis pjesama
| Br. | Skladba                       | Trajanje |
| --- | ----------------------------- | -------- |
| 1.  | »Svirao je Dejvid Bovi«       | 3:10     |
| 2.  | »Kada padne noć (upomoć)«     | 4:25     |
| 3.  | »Ne spavaj gola«              | 3:10     |
| 4.  | »Zadnji voz za čačak«         | 3:05     |
| 5.  | »Crvena su dugmad pritisnuta« | 4:30     |
| 6.  | »Lud sto posto«               | 4:10     |
| 7.  | »Propala noć«                 | 3:25     |
| 8.  | »Član mafije«                 | 3:10     |
| 9.  | »Neke čudne materije«         | 3:00     |
| 10. | »Da, to sam ja«               | 4:30     |